# Phycella scarlatina
Phycella scarlatina är en amaryllisväxtart som beskrevs av Pierfelice Ravenna. Phycella scarlatina ingår i släktet Phycella och familjen amaryllisväxter. Inga underarter finns listade i Catalogue of Life.